# Inspekteur der Jagdflieger

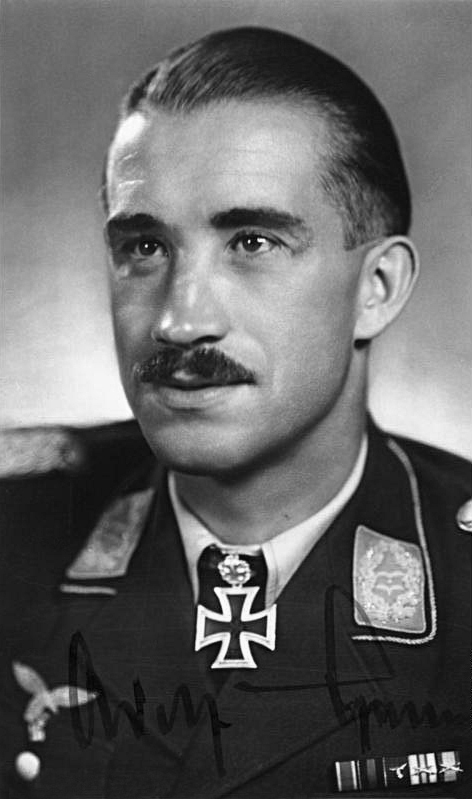
Adolf Galland, General der Jagdflieger de 1941 a 1945.

Inspekteur der Jagdflieger (em português: Inspector de Caças, mais tarde General der Jagdflieger (General de Caças)) foi uma posição, não uma patente, dentro do Alto Comando da Luftwaffe. O inspector era responsável pela prontidão, treino e tácticas dos caças do Reich.

## Inspectores
| 1 de Agosto de 1935    | – | 20 de Abril de 1936    | Inspekteur der Jagdflieger Oberstleutnant Robert Ritter von Greim |
| 1 de Abril de 1938     | – | 31 de Janeiro de 1939  | Inspekteur der Jagdflieger Major-general Bruno Loerzer            |
| 1 de Fevereiro de 1939 | – | 4 de Junho de 1940     | Inspekteur der Jagdflieger Oberst Werner Junck                    |
| 19 de Dezembro de 1940 | – | 5 de Agosto de 1941    | Inspekteur der Jagdflieger Major-general Kurt-Bertram von Döring  |
| 7 de Agosto de 1941    | – | 22 de Novembro de 1941 | General der Jagdflieger Oberst Werner Mölders                     |
| 5 de Dezembro de 1941  | – | 31 de Janeiro de 1945  | General der Jagdflieger Major-general Adolf Galland               |
| 31 de Janeiro de 1945  | – | 8 de Maio 1945         | General der Jagdflieger Oberst Gordon Gollob                      |